# كيروس
بلدية كيروس (بالإسبانية: Quirós) هي بلدية تقع في منطقة أستورياس شمال غرب إسبانيا.

## الديموغرافيا
بلغ عدد سكان بلدية كيروس 1.309 نسمة عام 2011 (وفقاً للمعهد الوطني للإحصاء الإسباني).
| 1.738 | 1.703 | 1.566 | 1.465 | 1.405 | 1.389 | 1.309 |